# Pierrot (Bowie)
Pour les articles homonymes, voir Pierrot.
L'auteur-compositeur-interprète britannique David Bowie se compose un personnage de Pierrot lors de la création de son album Scary Monsters (and Super Creeps) en 1980, et l'incarne dans le clip vidéo qui accompagne sa chanson Ashes to Ashes, vêtu d'un costume de Natasha Korniloff.
Il devient une des icônes les plus mémorables de la new wave des années 1980.

## Genèse et interprétation
Ainsi, lors de ses premières années de scène, Bowie s'est successivement glissé dans la peau plusieurs personæ, le temps d'un album ou d'une tournée : l'astronaute Major Tom pour commencer, puis Ziggy Stardust, Aladdin Sane, Halloween Jack, le Thin White Duke, etc. Mais, alors qu'il a sombré à Los Angeles dans la cocaïne, et plus encore quand il a enchaîné à Berlin sur une période de production musicale plus expérimentale, ce renouvellement permanent s'est tari. En 1980 l'album Scary Monsters, avec ses mélodies plus accessibles et plus pop, est vécu par l'artiste comme un moyen de revisiter le passé pour mieux se comprendre, et rebondir. Sur le single Ashes to Ashes, tandis que les paroles ressuscitent son premier personnage, celui du Major Tom dans Space Oddity (1969), apparaît en photographie de couverture et dans le clip vidéo un clown blanc, Pierrot. 
Là aussi, il s'agit d'un retour au début de sa carrière, en l'occurrence d'une réminiscence de ses premières années d'apprentissage du mime auprès de Lindsay Kemp, à la fin des années 1960. Bowie interprète en effet en 1967 et 1968 le personnage de Cloud, le « Nuage bleu », dans la pièce de Kemp Pierrot in Turquoise or The Looking Glass Murders, pour laquelle il a écrit quelques chansons (Columbine, Threepenny Pierrot, etc.).  C'est Kemp lui-même qui y incarne Pierrot ; d'autres acteurs jouent Columbine et Harlequin. Bowie dit en 1972 : « [Kemp] était un Pierrot vivant. Il vivait et parlait Pierrot. Il était tragique, dramatique et tout dans son existence était théâtral. Et donc la scène n'était pour lui qu'un prolongement de sa personne ». C'est une bonne description de son propre fonctionnement d'alors, lui qui entremêle à la perfection ses personnages et sa propre personne. Quoi qu'il en soit, c'est bien avec les visuels de Pierrot in Turquoise que Bowie renoue ici.  
Dans le clip, Bowie incarne tour à tour trois personnages : un astronaute (major Tom), une personne internée dans une chambre capitonnée (Aladdin Sane ?) et surtout ce Pierrot. Cet ensemble est perçu par des commentateurs comme une ultime représentation de son début de carrière, destinée à l'exorciser et à passer à autre chose. Au terme de ses avatars, il n'est pas illogique que Bowie parvienne à la quintessence du personnage masqué, le clown de carnaval. La pâleur de celui-ci, la mer sombre dans laquelle il se débat, la procession funèbre qu'il dirige, suivi d'un bulldozer et la teinte rouge sang de la pellicule, beaucoup d’indices renvoient à la mort : Pierrot serait là pour « exorciser les vieux fantômes, enterrer les morts et tracer la voie vers un nouvel avenir ».    
Des auteurs, ont rapproché cette incarnation du chanteur du Pierrot lunaire des poèmes d'Albert Giraud (1884) et donc du mélodrame musical d'Arnold Schönberg (1912), auquel Bowie a pu avoir accès lors de son séjour à Berlin ou en raison de son attrait pour la culture germanique. L'un comme l'autre se démarquent en effet du Pierrot « bouffon vif et capricieux » de la Commedia dell'arte (XVIe siècle), ont intégré la complexité et la vulnérabilité acquise par ce personnage au cours du XIXe siècle et la face sombre et la profondeur psychologique que lui ont attribuées les Expressionnistes du tournant du siècle. Ce Pierrot triste, « dans la lune » au sens propre comme au figuré, pourrait ainsi n'être autre que... l'astronaute perdu dans l'espace, Major Tom.

## Création
Pour le costume, Bowie fait appel à Natasha Korniloff qui avait déjà créé les tenues des personnages Pierrot in Turquoise vingt ans plus tôt et à laquelle il demande de « faire de lui le plus beau des clowns du cirque »: en naîtra cette silhouette coiffée d'un chapeau conique blanc, le visage grimé aussi en blanc, vêtue d'un costume bleuté en pointes mousseuses et mailles argentées.
Le chapeau est conçu par Gretchen Fenston, et le maquillage — une heure et demie de travail — est l’œuvre de Richard Sharah.

## Réapparitions
- En 1979 Bowie apparaît en costume de Pierrot dans une interprétation de The Man Who Sold the World en duo avec Klaus Nomi[3]
- En 1999 Bowie fait fabriquer au Jim Henson's Creature Shop une marionnette en bois grandeur nature de Pierrot, qu'il compte utiliser pour le clip vidéo de The Pretty Things Are Going to Hell, qui restera inachevé[7]. Vêtue d'un noir sépulcral, elle figure dans la vidéo d'accompagnement du single Love Is Lost en 2013, où l'auteur réexplore sa propre histoire[7].